# Kasteel van Arques-la-Bataille

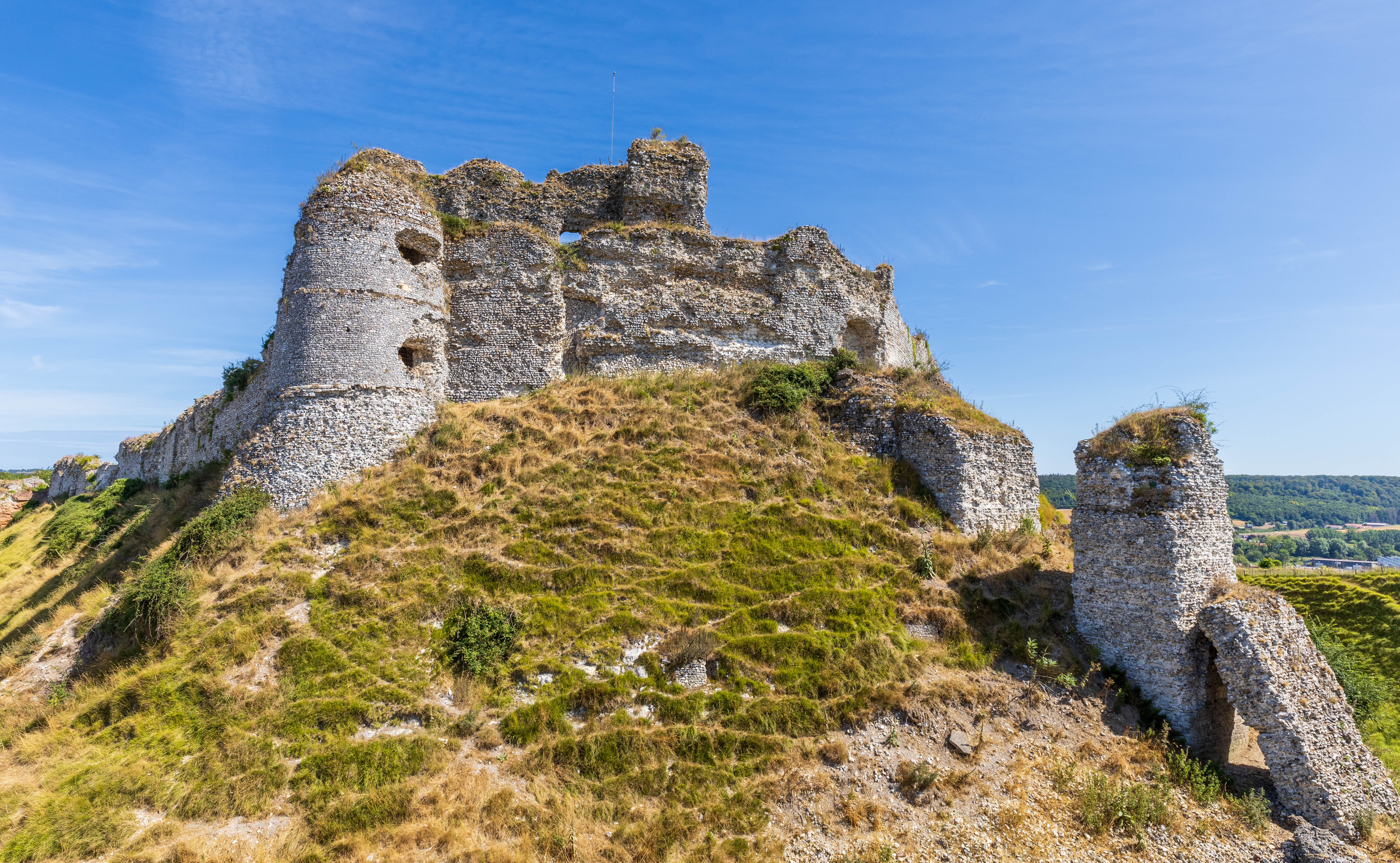
Het Kasteel van Arques-la-Bataille

Het Kasteel van Arques-la-Bataille (Frans: Château de Arques-la-Bataille) is een kasteel in de Franse gemeente Arques-la-Bataille. De plaats maakt deel uit van het arrondissement Dieppe en ligt een zestal km ten zuiden van het Kanaal .
De bouw startte in de eerste helft van de 12e eeuw onder de vorm van een motte. Verbouwingen en aanpassingen tot in de 16e eeuw moesten talloze belegeringen doorstaan. Koning Hendrik IV van Frankrijk versloeg aan de voet van het kasteel troepen van de Liga in 1589. Het kasteel is reeds sinds 1875 geklasseerd als historisch monument.

## Constructie
Het kasteel is prominent in het landschap aanwezig. Het is gebouwd op een steile rots die de vallei gevormd door de rivieren Varenne, Béthune en Eaulne domineert. Zijn verdedigers hadden hierdoor vrij uitzicht over het omliggend terrein. De constructie heeft een complexe, langgerekte vorm die de randen van de rots volgt. Het kasteel is ommuurd door een courtine. Een imposante droge slotgracht, 15 tot 20 m diep, waarschijnlijk in de 16e eeuw gegraven, omringt het geheel. Aan de buitenzijde ervan loopt een pad, in vroegere tijden beschermd door een houten palissade.
Aan de zuidwestelijke zijde verrijst een vierkantige donjon - 20 m x 20 m - omgeven door een aantal versterkingen. Men installeerde er een broodoven, een molen en een waterput. Hij werd door koning Hendrik I van Engeland, ook hertog van Normandië, rond 1123 opgetrokken. Een donjon verving de houten motte uit de periode 1040-1045 die door Willem van Arques, oom van Willem de Veroveraar, werd gebouwd.

## Geschiedenis
Willem van Arques maakte rond 1037 gebruik van de minderjarigheid van Willem de Veroveraar om een stenen versterking op de rots te bouwen. Hij was de zoon van de toen overleden Richard II, hertog van Normandië. Willem leefde in slechte verstandhouding met Willem de Veroveraar. Hij riep zich uit tot hertog bij de genade Gods en verbrak zo de band met zijn neef Willem. Het garnizoen in het kasteel opende de poorten toen Willem de Veroveraar hen belegerde. In 1053 moest Willem de Veroveraar opnieuw ingrijpen toen Willem zich met een aantal medestanders opnieuw van het kasteel meester maakte. In 1054 moesten de bezetters het opgeven omdat ze waren uitgehongerd. Willem van Arques werd gedwongen om de rest van zijn leven in ballingschap door te brengen bij Eustaas I van Boulogne.
Na het overlijden van Willem de Veroveraar twistten zijn drie zonen over zijn nalatenschap. Het was ten slotte de jongste die het haalde: Hendrik Beauclerc, beter gekend als Hendrik I van Engeland. In het verder verloop van de eeuwen bleef het bezit van het kasteel belangrijk. Tussen 1135 en 1144 vochten Stefanus van Engeland en Godfried V van Anjou om het in handen te krijgen. Tussen 1194 en 1199 waren het andere opponenten die er om vochten: Richard Leeuwenhart en Filips II van Frankrijk. Toen de laatste in 1204 Normandië veroverde was dit kasteel het laatste dat in het bezit bleef van Jan zonder Land.
Ook de Honderdjarige Oorlog liet zijn sporen na. De  Franse koning Karel V verbouwde het kasteel vanaf 1367. In 1419-1420 veroverden de Engelse troepen onder leiding van hun koning Hendrik V het kasteel. Jeanne d'Arc verbleef er een tijd als gevangene tijdens haar tocht in 1430 van Compiègne naar Rouen. In 1449 kwam de versterking definitief in Frans bezit onder Karel VII en de overgave van de Engelse kapitein William de la Pole.
In 1472 verwoestte de Bourgondische hertog Karel de Stoute het kasteel. Voor zijn muren versloeg de Franse koning Hendrik IV in 1589 een katholieke legermacht van 30 000 man (zie hoger). Het is dan dat het kasteel zijn naam la bataille (Nederlands: de veldslag) kreeg. Vanaf dan begon het verval van het kasteel. De militairen verlieten het in 1668. Lodewijk XIV declasseerde het in 1708 en verklaarde Arques-la-Bataille impropre au service (ongeschikt voor de dienst). De afbraak startte in het begin van de 18e eeuw. Lodewijk XVI stelde het kasteel definitief buiten gebruik en stond het hergebruiken van het bouwmateriaal toe. In 1793 werd het verkocht als gemeentelijk goed.
Een bande noire kwam in 1836 met een voorstel om het kasteel volledig af te breken. Achille Déville, directeur van het Oudheidkundig museum te Rouen verzette zich, samen met Mev. Reiset, weduwe van de ontvanger-generaal van het departement. Een aantal fragmenten van het kasteel bracht men in het museum onder. Het laatste sloot zijn deuren in 1939.
In 1868 kocht de Franse staat het kasteel. Tijdens de Tweede Wereldoorlog bezette een Duits garnizoen de plek en installeerde er een munitieopslagplaats en afweergeschut. Einde jaren zeventig van de vorige eeuw konden bezoekers beroep doen op een gids.

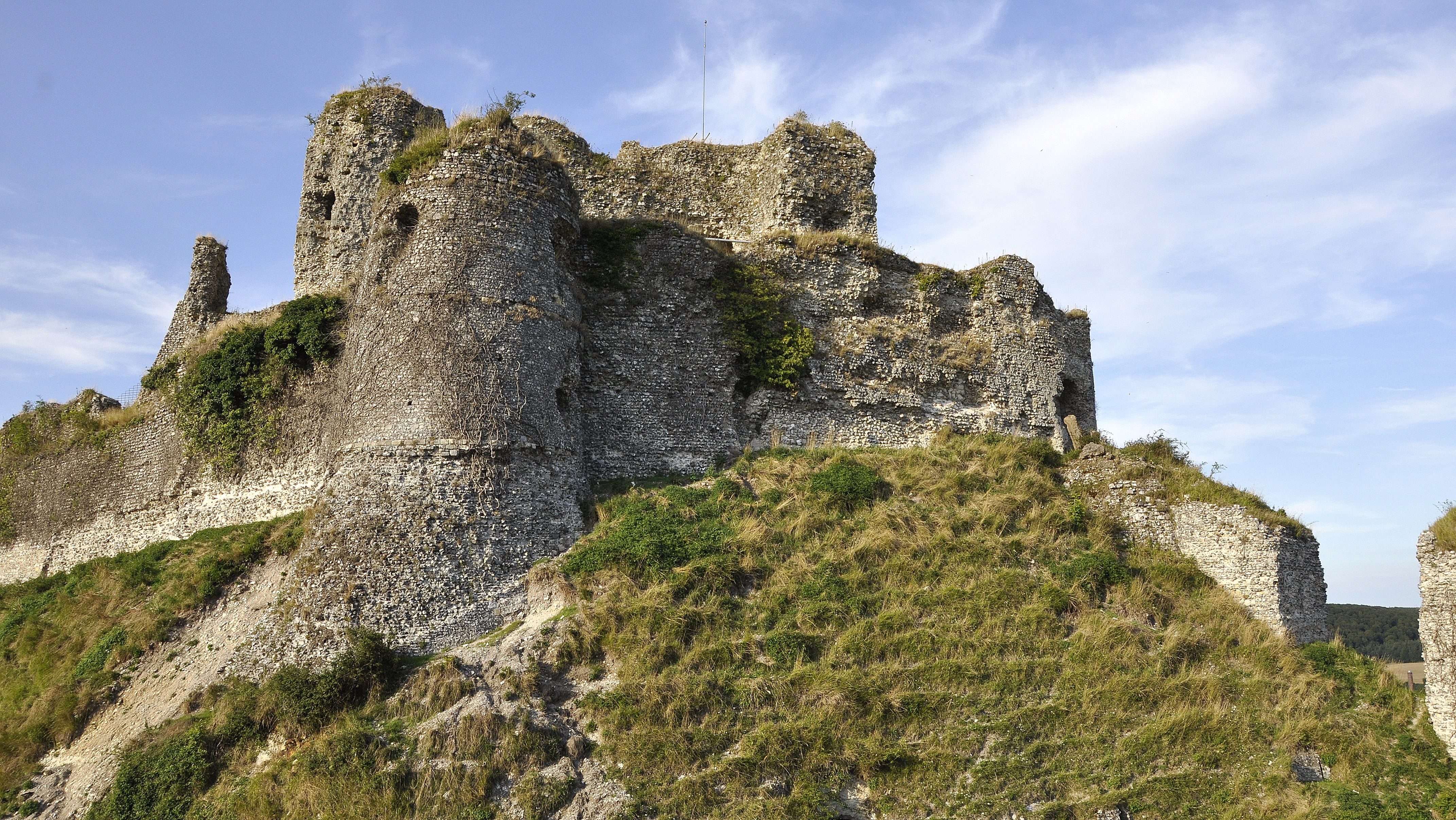
De zuidwestelijke zijde van het kasteel met het donjon
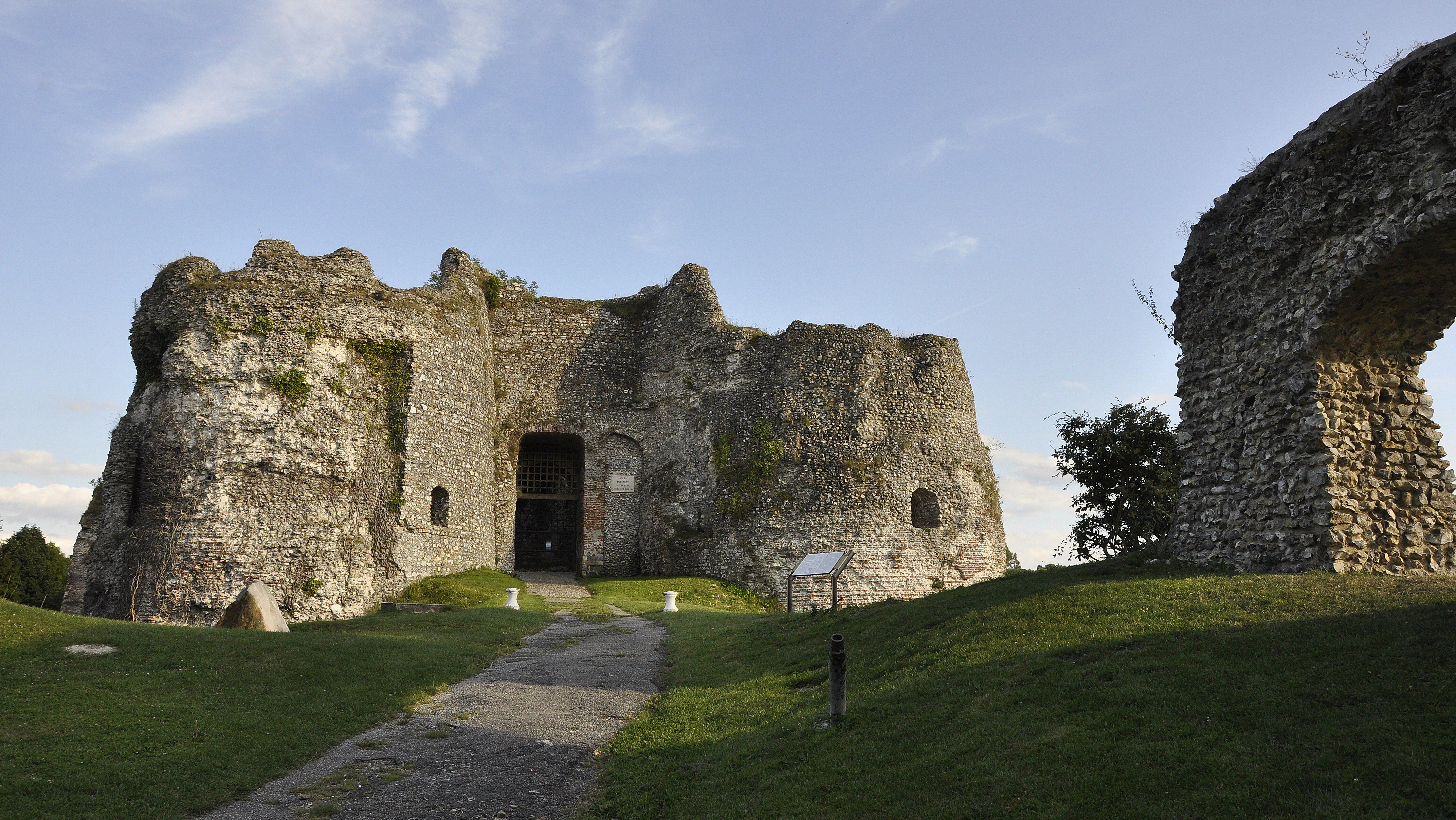
De ingang aan de noordzijde
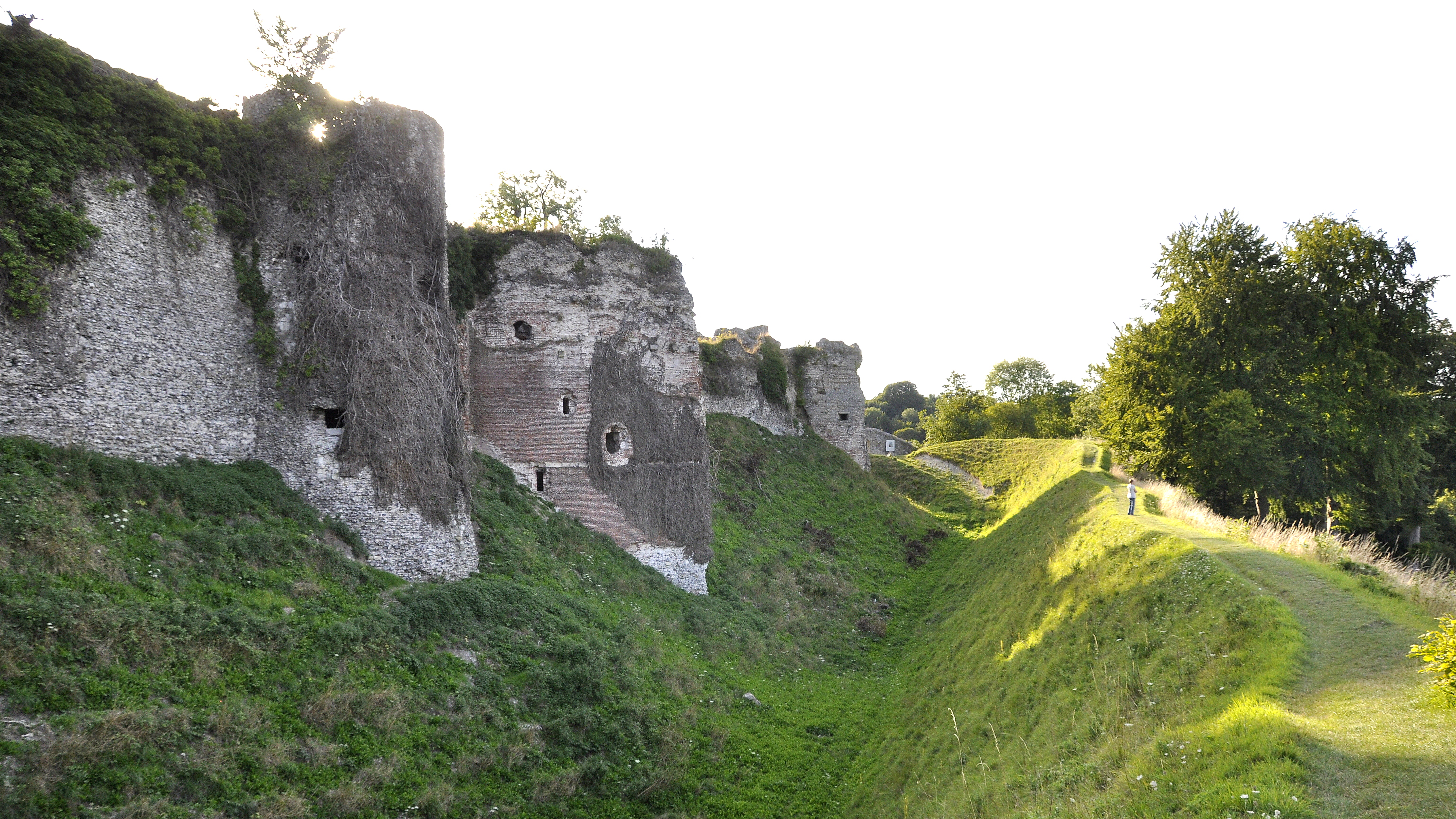
De oostzijde